# Викторов, Иван Кириллович
Иван Кириллович Викторов (18 января 1937, д. Рахмановка, Тюкалинский район, Омская область, РСФСР — 30 января 2017) — российский государственный деятель, депутат Государственной Думы Российской Федерации четвёртого созыва (2003—2007).

## Биография
В 1959 г. окончил экономический факультет Омского сельскохозяйственного института имени С. М. Кирова, агроном-экономист, в с 1965 по 1967 г. учился в высшей партийной школе.
Работал экономистом в совхозе, с 1963 г. — начальник планового отдела управления сельского хозяйства Большереченского района.
- 1967—1970 гг. — второй секретарь Большереченского районного комитета КПСС,
- 1970—1973 гг. — первый секретарь Седельниковского районного комитета КПСС,
- 1973—1980 гг. — первый секретарь Усть-Ишимского районного комитета КПСС,
- 1980—1998 гг. — начальник Омского областного управления государственной статистики.

Затем работал советником администрации города Омска.
Депутат Государственной Думы Российской Федерации 4-го созыва (2003—2007). Перед избранием в её состав находился на пенсии. Член Комитета Государственной Думы по аграрным вопросам. Заместитель руководителя межфракционного депутатского объединения по аграрно-продовольственной политике.
Член Центрального Политсовета Партии Национального Возрождения «Народная воля».
Депутат Государственной Думы от избирательного блока «Родина» (народно-патриотический союз).
Член-корреспондент общественной Петровской академии наук и искусств (г. Санкт-Петербург) (1996).
Похоронен на Северо-Восточном кладбище города Омска.

## Избранные труды
- «Сыны Отечества», 2002 , 263 стр.
- «Русское поле», 2007, 309 стр.
- «Энергия заблуждения», 2009, 179 стр.
- «Свидание с Дионисием», 2009, 312 стр.
- «Берега», 2011 г, 339 стр.
- «Граждане Сибири», 2016, 590 стр.

## Награды и звания
Награждён орденами Трудового Красного Знамени, «Знак Почёта», четырьмя медалями.